# Anna-Kaisa Ikonen

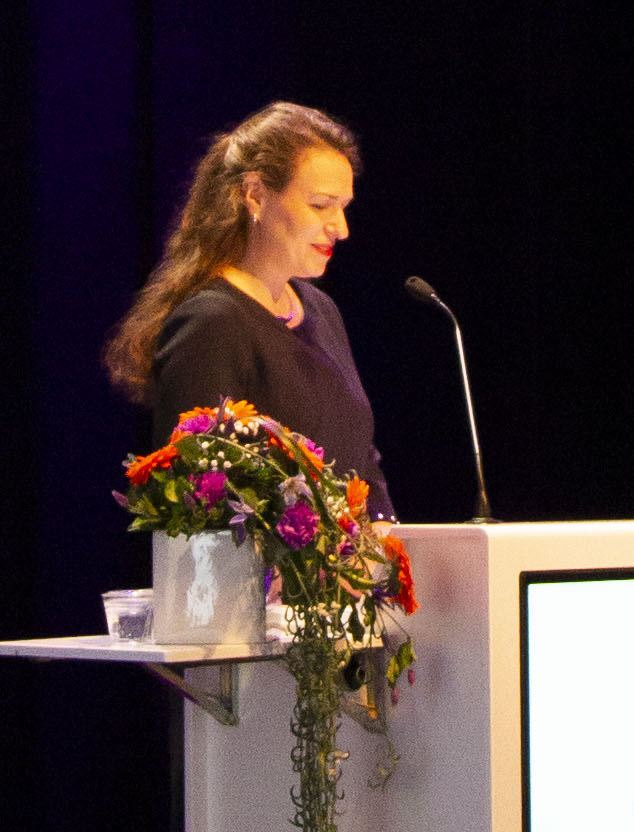
Anna-Kaisa Ikonen

Anna-Kaisa Ikonen (nascida em 4 de abril de 1977, em Tampere) é uma política finlandesa que actualmente serve no Parlamento da Finlândia pelo Partido da Coligação Nacional em representação do eleitorado de Pirkanmaa. Ela serviu como prefeita de Tampere entre 2013 e 2017 e venceu as eleições para o conselho municipal em 2021.